# Øksehamaren fyr
Økshamaren fyr, også kaldt Øksehamaren eller Øxhammeren, ligger på østsiden af øen Selbjørn i Austevoll kommune i Vestland fylke i Norge. Fyrstationen blev oprettet i 1849 som et fiskefyr som skulle være i brug i  to måneder under fiskeriet efter  vårsilden. Fra 1852 fungerede fyret også som ledefyr og havde brændetid fra 15. juli-15. maj. Der opstod dermed behov for en mere permanent bolig. Fyrboligen bygget  i træ på 8 x 6,3 m stod færdig i 1861. I 1875 blev et nyt lygtehus sat op på huset. Lampen var et 4. ordens linseapparat, med en styrke på 170  candela. Lyset var placeret 40,2 meter over havet og havde en rækkevidde på 9,5 nautiske mil. Den oprindelige fyrlygte mangler i dag optik.
Anlægget omfatter foruden fyrbygningen et udhus fra 1883. Landskabet omkring  fyret er stærkt kuperet og præget af rydninger, stengærder og græsfelter som fremdeles bliver afgræsset.
Fyret blev nedlagt som bemandet fyrstation i 1918 og erstattet af en fyrlygte omkring 50 meter væk. Fyrvogterbolig med fyrlygte, udhus og området omkring fyrstationen blev fredet af Riksantikvaren i 1998.